# Studentengeschichte

Gründungsbeschluss des Hochschularchivs der Deutschen Studentenschaft (1919)

Die Studentengeschichte ist ein Forschungsgebiet der Universitätsgeschichte und beschäftigt sich mit der Kultur- und Sozialgeschichte der Studenten vom Mittelalter bis in die Gegenwart. Im deutschen Sprachraum lange Zeit hauptsächlich von Historikern und Barfußhistorikern aus dem Umfeld der Studentenverbindungen betrieben, finden studentenhistorische Fragestellungen in jüngerer Zeit verstärkt auch das Interesse im akademischen Diskurs und haben sich laut den Historikern Matthias Asche und Stefan Gerber inzwischen zu einem „eigenen, zunehmend profilierten Forschungsfeld entwickelt“.

## Entwicklung
Die Beschäftigung mit der Geschichte der Studenten und ihres Brauchtums begann im deutschsprachigen Raum gegen Ende des 19. Jahrhunderts. Ihre Initiatoren waren oftmals korporierte Laienwissenschaftler und Antiquare, aber auch studierte Historiker wie Wilhelm Erman, Wilhelm Fabricius und Paul Ssymank. Letzterer erhielt 1920 in Göttingen erstmals einen Lehrauftrag für Hochschul- und Studentengeschichte und gründete dort das – später nach Würzburg verlegte – Institut für Hochschulkunde. Die dauerhafte Etablierung der neuen Disziplin Hochschulkunde scheiterte jedoch zunächst am Geldmangel sowie – nach 1933 – an der politischen Einflussnahme der nationalsozialistischen Reichsstudentenführung: Diese verfügte 1936 zwar die Gründung eines neuen Forschungsinstituts in Würzburg, in dem die Bestände des (vormals Göttinger) Instituts mit beschlagnahmten Archiven mehrerer Korporationsverbände, mit Aktenabgaben der Deutschen Studentenschaft, des Deutschen Studentenwerks und des NS-Studentenbundes sowie angekauften Privatsammlungen vereinigt wurden. Pläne zur Einrichtung eines Lehrstuhls an der dortigen Universität zerschlugen sich jedoch abermals.
Nach dem Zweiten Weltkrieg waren es erneut korporierte Fachhistoriker und Autodidakten im Arbeitskreis der Studentenhistoriker, die ihre bereits 1924 begründeten jährlichen Tagungen 1954 wieder aufnahmen. Etwa zur gleichen Zeit entstanden – neben der bereits seit 1909 bestehenden Gesellschaft für burschenschaftliche Geschichtsforschung – weitere Vereine, die sich vorwiegend mit der Geschichte des Verbindungswesens befassten: so der Verein für corpsstudentische Geschichtsforschung (1956), die Studentengeschichtliche Vereinigung des Coburger Convents (1959), der Österreichische Verein für Studentengeschichte (1969), die Gemeinschaft für deutsche Studentengeschichte (GDS, 1974) und die Schweizerische Vereinigung für Studentengeschichte (SVSt, 1984).
Parallel dazu begann sich aber auch die universitäre Geschichtswissenschaft seit den 1960er Jahren für das Thema zu interessieren: Ausgehend von Thomas Nipperdey, Wolfgang Zorn und Michael H. Kater erschienen zunächst zahlreiche Studien insbesondere zur Entwicklung des Rechtsradikalismus in der Studentenschaft der Weimarer Republik. Spätestens seit den 1990er Jahren ist eine intensivere Beschäftigung mit studentengeschichtlichen Themen zu erkennen, wobei diese zunehmend in allgemeine mentalitäts-, geistes- und kulturgeschichtliche Zusammenhänge eingebettet werden. Ein weiteres Jahrzehnt dauerte es, bis auch die Forschung zur Rolle von Korporierten im Dritten Reich in Gang kam. Eine umfassende studentenhistorische Darstellung dieses Zeitraumes, die Täter, Opfer und Widerstandskämpfer aus den Reihen der Korporierten gleichermaßen berücksichtigt, steht freilich noch aus.
Zur Förderung der Studentengeschichtsschreibung wurde 2005 durch die GDS die Stiftung Deutsche Studentengeschichte errichtet.

## Derzeitiger Forschungsstand
Anders als Wissenschaftsgeschichte wird Studentengeschichte im deutschsprachigen Raum bislang nicht als eigenständiges Studienfach angeboten und führt noch ein „Schattendasein“.
Forschungsschwerpunkte der Studentengeschichte sind die Sozialisation der Studenten in Studentenverbindungen, die Geschichte der Studentenverbände und des Frauenstudiums sowie die politische Haltung der Studenten. Studien zum Alltagsleben und zum Selbstverständnis der Studenten fehlen jedoch ebenso wie zum tatsächlichen Studienverhalten noch weitgehend.
Während die mittelalterliche Studentengeschichte bereits relativ gut erschlossen ist, ist die Literatur- und Quellenlage für die Zeit der frühen Neuzeit zwischen Reformation und Französischer Revolution nur sehr rudimentär. Auch die Studentengeschichte der Zeit nach dem Zweiten Weltkrieg ist im Gegensatz zu der des 19. Jahrhunderts und der der ersten Hälfte des 20. Jahrhunderts bisher wenig erforscht und stellt noch ein „schmerzliches Forschungsdesiderat“ dar.
Die Literatur über die Studentengeschichte der Zeit des Kaiserreichs befasst sich im großen Maße mit der Korporationsgeschichte. Sie ist unabhängig von ihrer Herkunft häufig sehr einseitig geschrieben, da sie zumeist entweder von interessierten Korporierten oder von auf Ideologiekritik fixierten Verbindungskritikern stammt.

## Korporationsgeschichte
Hauptschwerpunkt der studentengeschichtlichen Forschung war lange Zeit die hauptsächlich von Historikern und Barfußhistorikern aus dem Umfeld der Studentenverbindungen betriebene Korporationsgeschichte, insbesondere die Geschichte der Studentenverbindungen des 19. Jahrhunderts und der ersten Hälfte des 20. Jahrhunderts. Dies wird zum einen auf erinnerungskulturelle Bedürfnisse der Verbindungen und zum anderen auf die gute Quellenlage zurückgeführt;  so beschreibt der Studentenhistoriker Harald Lönnecker:

„Während der keiner Korporation angehörende Student nur mehr die Statistik bereichert und mangels Hinterlassung von Quellen für die Geschichtsforschung kaum greifbar ist, hat der Beitritt zu einer Verbindung – das „Aktivmelden“ – den Charakter eines (weltanschaulichen) Bekenntnisses. Der Student gewinnt Konturen, indem er für die Prinzipien seiner Verbindung einsteht und sie lebt. Aber durch die Traditionspflege der Korporationen überlebt er auch, bleibt er in seiner Zeit für die folgenden Generationen sichtbar, wird Beispiel.“

Daraus und aus der Fokussierung auf die Geschichte der Korporationen ergibt sich, dass auch heute noch ein großer Teil der deutschsprachigen Studentenhistoriker selbst einer Studentenverbindung angehört. Der Historiker Michael Gehler stellte dazu fest, „daß ein Großteil derjenigen, die sich […] mit Studentengeschichte im allgemeinen und Korporationsgeschichte im engeren Sinne befassen, Verbindungsmitglieder sind […], eine Interessengruppe, die 'ihre' Geschichte – oft auch sehr kritisch und objektiv – selbst schreiben und zumeist aus ihrer Perspektive dargestellt sehen will, wodurch der Zugang für freistudentische, nichtkorporierte Historiker zur Studentengeschichte […] nicht immer leicht ist.“ Der Soziologe Norbert Elias führt als Erklärung dafür an, warum „gesellschaftlichen Gebilden dieser Art“ von Historikern und Soziologen relativ wenig Beachtung geschenkt werde, dass die für Korporierte selbstverständlichen Symbole für die Zugehörigkeit zu einer Studentenverbindung „fast nur den Eingeweihten bekannt und für Außenseiter oft nicht recht verständlich“ seien.

## Vereine, Verbände und Institutionen

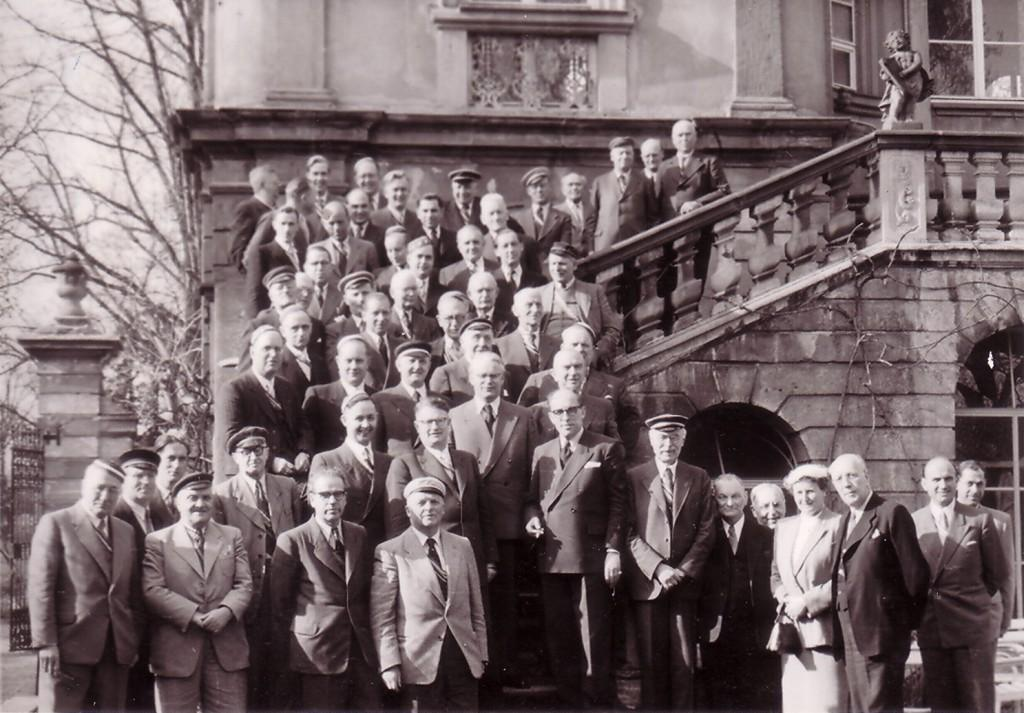
Studentenhistoriker vor dem Huttenschlösschen (1954)

- Gemeinschaft für deutsche Studentengeschichte
- Institut für Hochschulkunde (an der Universitätsbibliothek Würzburg)
- Arbeitskreis der Studentenhistoriker
- Österreichischer Verein für Studentengeschichte
- Schweizerische Vereinigung für Studentengeschichte
- Verein für corpsstudentische Geschichtsforschung
- Gesellschaft für burschenschaftliche Geschichtsforschung
- Studentengeschichtliche Vereinigung des Coburger Conventes[14]
- Gesellschaft für Studentengeschichte und studentisches Brauchtum (dem Cartellverband zugehörig)[15]
- Institut für Deutsche Studentengeschichte (IDS)[16] (am Stadtarchiv Paderborn)

Siehe auch: Liste der Studentenmuseen